# Gharam wa enteqam
Gharam wa enteqam es una película del año 1944.

## Sinopsis
Este drama fue un gran éxito en la época, debido en parte a la inesperada muerte en accidente automovilístico de su protagonista, la célebre cantante Asmahan, cuando solo tenía 33 años. Los estudios Misr no dudaron en servirse de la noticia como gancho publicitario. Una famosa cantante se retira para casarse con el amor de su vida. Este es asesinado al día siguiente. Ella jura vengarle, por lo que enamora al sospechoso. La historia de un amor casi imposible con un dramático final.